# Bramber
Bramber är en ort och civil parish i Storbritannien.   Den ligger i grevskapet West Sussex och riksdelen England, i den södra delen av landet, 70 km söder om huvudstaden London. Bramber ligger 9 meter över havet och antalet invånare är 757.
Terrängen runt Bramber är platt. Runt Bramber är det mycket tätbefolkat, med 2 181 invånare per kvadratkilometer. Närmaste större samhälle är Brighton, 13,7 km öster om Bramber. Trakten runt Bramber består i huvudsak av gräsmarker.